# Carcavilla (apellido)
Los Carcavilla fueron un linaje aragonés, con casa solar en el lugar de Triste (Huesca), desde donde pasó a Navarra y Valencia.
Pedro Ximeno o Ximénez de Carcavilla, vecino de Murillo de Gállego, con casa familiar que se nombra de Domingo Carcavilla, en el lugar de Triste, obtuvo salva de infanzonía ante la Corte del Justicia Mayor de Aragón en febrero de 1325.
Juan Carcavilla, natural de Ayerbe, donde casó el 7 de febrero de 1671 con Isabel del Río, natural de Ayerbe, y tuvo a María Catalina de Carcavilla y del Río, bautizada en Ayerbe el 25 de mayo de 1683, donde se unió en matrimonio el 27 de diciembre de 1705 con Diego Villamayor y Martínez, bautizado en Ayerbe el 31 de octubre de 1675. Fueron abuelos paternos de Tomás Villamayor Romeo Carcavilla y Sánchez, bautizado en Ayerbe el 6 de febrero de 1734, Cadete Garzón de las Reales Guardias de Corps en la Compañía flamenca y Caballero de la Orden de Santiago, en la que ingresó en 1774.

## Armas
En campo de oro, dos ánforas de gules puestas en faja.